# Національний парк Муранська полонина
Національний парк Муранська полонина (словац. Národný park Muránska planina) — один з найновіших національних парків в Словаччині. Його основна територія має розмір в 21 318 га, а захисний пояс в 21 698 га. Всередині нього знаходяться 14 менших природоохоронних територій. Адміністрація національного парку розташовується в місті Ревуца.
Територія сучасного Національного парку Муранська полонина була вперше захищена в 1976 році в статусі захищеного природного ландшафту. Статус був змінений в жовтні 1997 року на статус національного парку. Національний парк офіційно відкрився 27 травня 1998 року.
Флора національного парку відома своїм біорізноманіттям і різноманіттям видів, які включають 35 ендемічних і напівендемічних видів, наприклад Daphne arbuscula. Ліси покривають близько 90% поверхні.
Національний парк цікавий для туристів передовсім 300 кілометрами позначених гірських стежок та двома навчальними стежками. До парку найлегше потрапити через навколишні села і поселення, зокрема через села Мурань та Завадка-над-Гроном. НА скалі посередині хребта стоїть Муранський замок.

## Розташування
Національний парк Муранська полонина розташований на межі між Центральною і Східною Словаччиною. Територія простягається від долини Кленовська Рімава на заході до сідла Яворінка і села Червена Скала на сході. Національний парк розкинувся на три райони Банськобистрицького край, а саме Брезно на півночі, Рімавська Собота на півдні та Ревуца. Кадастрові території міст Тисовець та восьми сіл розташовані всередині національного парку і його буферної зони. Він захищає територію Муранської полонини, яка геологічно є частиною гірського хребта Словацьких Рудих гір.

## Геологія
Геологія Муранської долини належить до мезозойської ери. В цей період величезний блок доломіту та вапняку перемістився до місця нинішнього національного парку. Через цей феномен основу національного парку складають вапнякові та доломітові плато з карстовими формуваннями. Протягом мільйонів років вода висікла глибокі борозни і долини. Круті скелясті яри розташовані переважно на північно-західних та південно-східних краях гірського району. На противагу цьому, сама поверхня плато порівняно рівна і розташована на висоті між 900 м і 1400 м. Через добре розвинений карст, плато всіяне численними прірвами, печерами, карренами та джерелами.
Рельєф національного парку досить нерівний і в багатьох місцях скелястий. Середина території утворена масивом гір Муранської полонини, які є частиною Спишсько-гемерських красів. Загальна довжина карстового ландшафту від селища Червена Скала до міста Тисовець становить близько 25 км.
Найнижче місце національного парку розташоване неподалік від села Муран на висоті 400 метрів. Найвища точка це «Фабова гола» на висоті 1439 метрів, однак ще вища вершина, «Століца» на висоті 1476 метрів розташована в буферній зоні. «Століца» також є найвищою вершиною Словацьких рудних гір.
Існує понад 150 великих печер, недоступних для публіки.